# Дифенилртуть
Дифенилртуть — ароматическое ртутьорганическое соединение, не растворимое в воде, растворимое в органических растворителях. 

## Получение
- Реакцией амальгамы натрия с бромбензолом:

Hg + 2Na + 2C6H5Br → (C6H5)2Hg + 2NaBr
- Симметризация фенилмеркурбромида с медью в пиридине.

## Токсичность
Вещество токсично. ПДК 10 мг/л. В природе может образоваться из ацетата фенилртути под действием микроорганизмов.

## Применение
Используется для синтеза металлорганических соединений с фенильной группой обменной реакцией с соответствующим металлом. Также используется в органическом синтезе.